# Governo Fino
Il governo Fino (noto anche come Governo di riconciliazione nazionale, in albanese Qeveria e Pajtimit Kombëtar) è stato il 56º governo dell'Albania, in carica dal 13 marzo al 25 luglio 1997, durante i disordini dell'anarchia albanese.

## Storia
Dopo le controverse elezioni parlamentari del 1996, che videro la netta vittoria del Partito Democratico e il boicottaggio del secondo turno da parte dei principali partiti di opposizione, a causa dei brogli elettorali, il Paese si trovò in uno stato di forte crisi politica, economica e sociale, che culminò nel crollo del sistema piramidale che aveva caratterizzato l'economia albanese degli anni Novanta.
Con l'aumentare della violenza degli scontri, soprattutto nell'Albania meridionale, tra i cittadini e le forze armate, il presidente Sali Berisha fu costretto a dichiarare lo stato di emergenza, contestualmente alle dimissioni del Primo ministro Aleksandër Meksi.
Il 9 marzo 1997, in seguito anche alla crescente pressione internazionale, Berisha riunì i principali partiti politici del paese per firmare il cosiddetto "Trattato di riconciliazione nazionale", con l'obbiettivo di formare un nuovo governo provvisorio che ristabilisse l'ordine pubblico e portasse il Paese a nuove elezioni anticipate.

## Compagine di governo

### Appartenenza politica
L'appartenenza politica dei membri del Governo, al momento della formazione, era la seguente:
| Partito | Partito                                 | Primo ministro | Segretario generale | Ministri | Segretari di Stato | Totale |
| ------- | --------------------------------------- | -------------- | ------------------- | -------- | ------------------ | ------ |
|         | Partito Socialista d'Albania            | 1              | -                   | 3        | 1                  | 5      |
|         | Partito Democratico d'Albania           | -              | 1                   | 4        | 1                  | 6      |
|         | Partito Repubblicano d'Albania          | -              | -                   | 2        | -                  | 2      |
|         | Partito Socialdemocratico d'Albania     | -              | -                   | 1        | 1                  | 2      |
|         | Partito Democristiano d'Albania         | -              | -                   | 1        | -                  | 1      |
|         | Partito del Fronte Nazionale Albanese   | -              | -                   | 1        | -                  | 1      |
|         | Partito del Movimento per la Legalità   | -              | -                   | 1        | -                  | 1      |
|         | Partito dell'Unione per i Diritti Umani | -              | -                   | 1        | -                  | 1      |
|         | Unione Socialdemocratica d'Albania      | -              | -                   | 1        | -                  | 1      |
| Totale  | Totale                                  | 1              | 1                   | 15       | 3                  | 20     |

## Composizione
Al momento dell'insediamento, il Governo era composto da 15 ministri (esclusi il Primo ministro e il segretario generale) e 3 segretari di Stato.
| Presidenza del Consiglio dei ministri                  | Presidenza del Consiglio dei ministri | Presidenza del Consiglio dei ministri | Presidenza del Consiglio dei ministri | Presidenza del Consiglio dei ministri  |
| Carica                                                 | Titolare                              | Titolare                              | Titolare                              | Titolare                               |
| ------------------------------------------------------ | ------------------------------------- | ------------------------------------- | ------------------------------------- | -------------------------------------- |
| Primo ministro                                         |                                       |                                       | Bashkim Fino (PSSH)                   | Bashkim Fino (PSSH)                    |
| Segretario generale del Consiglio dei Ministri         |                                       |                                       | Ekrem Kastrati (PDSH)                 | Ekrem Kastrati (PDSH)                  |
| Ministeri                                              |                                       |                                       |                                       |                                        |
| Ministro                                               | Ministro                              | Ministro                              | Ministro                              | Segretario di Stato                    |
| Interno                                                |                                       |                                       | Belul Çelo (PDSH) Fino al 04/07/1997  | - Lush Përpali (PSSH)                  |
| Interno                                                |                                       | Ali Kazazi (PDSH) Dal 04/07/1997      |                                       | - Lush Përpali (PSSH)                  |
| Difesa                                                 |                                       |                                       | Shaqir Vukaj (PSSH)                   | - Ali Kazazi (PDSH) Fino al 04/07/1997 |
| Affari esteri                                          |                                       |                                       | Arian Starova (PBSD)                  | - Pavli Zëri (PSD)                     |
| Finanze                                                |                                       |                                       | Arben Malaj (PSSH)                    | carica non assegnata                   |
| Giustizia                                              |                                       |                                       | Spartak Ngjela (PLL)                  | carica non assegnata                   |
| Privatizzazione                                        |                                       |                                       | Eduard Ypi (PDSH)                     | carica non assegnata                   |
| Salute e ambiente                                      |                                       |                                       | Astrit Kalenja (PBK)                  | carica non assegnata                   |
| Istruzione superiore e ricerca scientifica             |                                       |                                       | Myqerem Tafaj (PDSH)                  | carica non assegnata                   |
| Istruzione e sport                                     |                                       |                                       | Luan Skuqi (PDSH)                     | carica non assegnata                   |
| Agricoltura e alimentazione                            |                                       |                                       | Haxhi Aliko (PSD)                     | carica non assegnata                   |
| Risorse minerarie ed energia                           |                                       |                                       | Kastriot Shtylla (PR)                 | carica non assegnata                   |
| Industria, trasporti e commercio                       |                                       |                                       | Foto Dhuka (PBDNJ)                    | carica non assegnata                   |
| Cultura, gioventù e sport                              |                                       |                                       | Engjëll Ndocaj (PDK)                  | carica non assegnata                   |
| Lavoro e affari sociali                                |                                       |                                       | Elmaz Sherifi (PSSH)                  | carica non assegnata                   |
| Lavori pubblici, pianificazione territoriale e turismo |                                       |                                       | Vasillaq Spaho (PR)                   | carica non assegnata                   |